# Kilchberg (Basilea)
Kilchberg és un municipi del cantó de Basilea-Camp (Suïssa), situat al districte de Sissach.

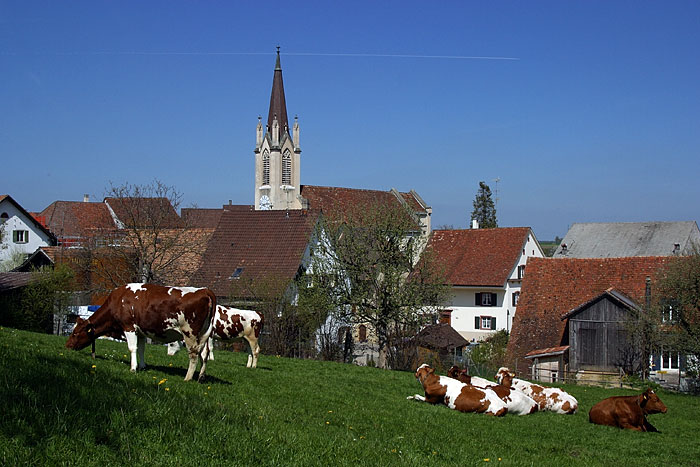
Kilchberg